# Szlak Napoleoński
Szlak Napoleoński – pieszy szlak turystyczny w województwie podlaskim, powiat białostocki o długości 33 km; oznakowany kolorem niebieskim. 
Jego nazwa nawiązuje do historycznego Traktu Napoleońskiego z 1812, jednak w rzeczywistości szlak prowadzi traktem jedynie przez 5 km. 
Szlak łączy Puszczę Knyszyńską z Obszarem Chronionego Krajobrazu Wzgórza Sokólskie (z Żednii do Krynek)
Przebieg szlaku:
Żednia - Zajma - Kuberka - Królowy Most - Góra Świętego Jana - Jakubin - Nowosiółki - Turowo - Borsukowizna - Nowa Świdziałówka - Krynki.